# Juan de Minjares

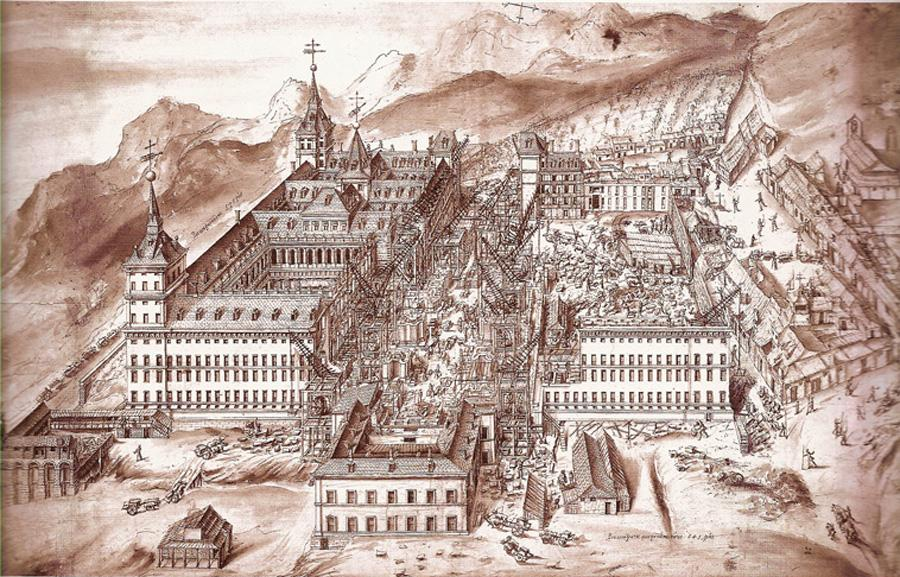
El Escorial en construcción, 1576. Dibujo atribuido a Fabricio Castello, Hatfield House, colección de Lord Salisbury.

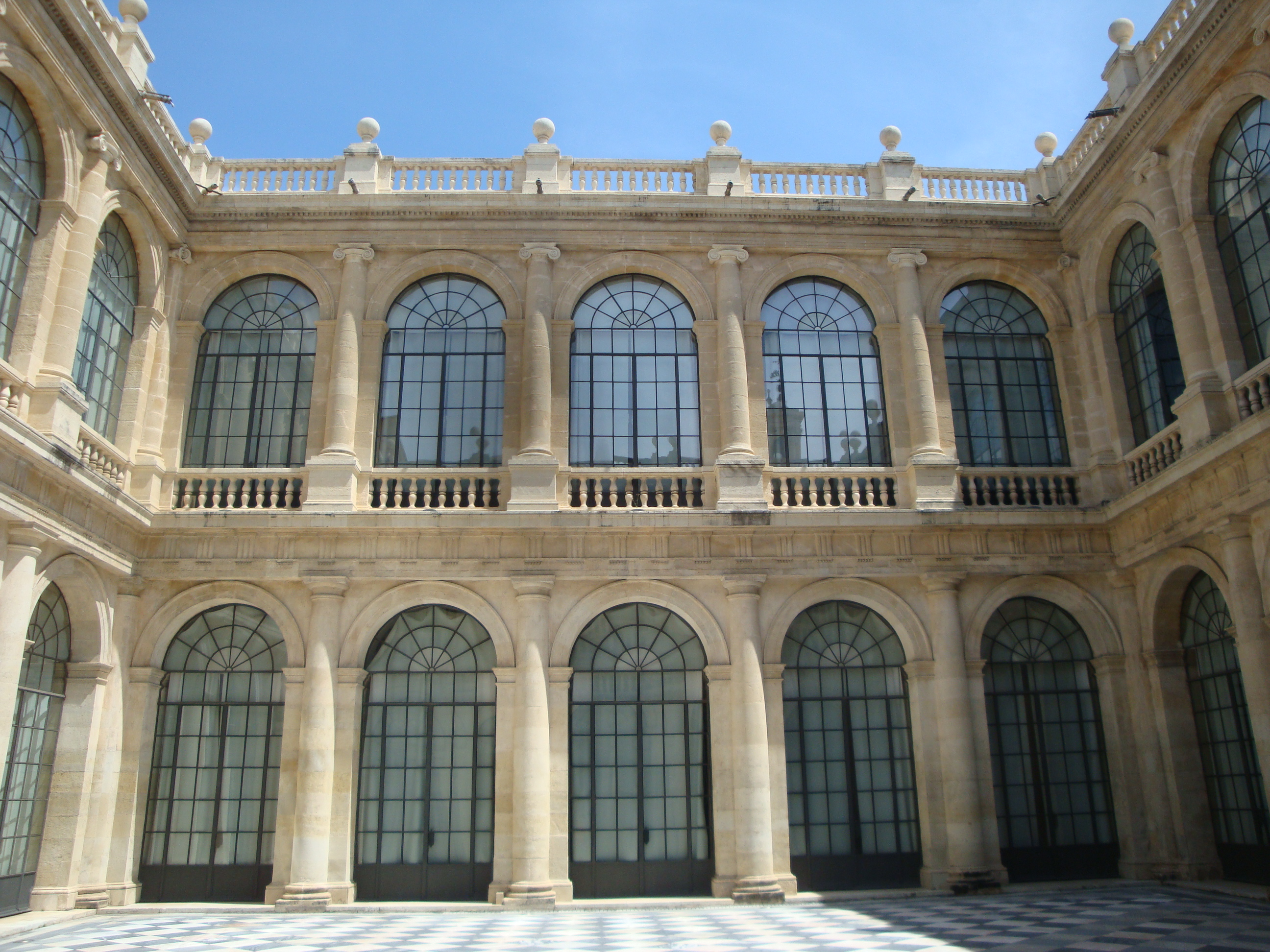
Patio interior de la Lonja o Casa de Contratación de Sevilla, actual Archivo General de Indias. Proyecto de Juan de Herrera ejecutado de 1584 a 1598 por Juan de Minjares.

Juan de Minjares o Mijares (¿Mijares?, Cantabria, c. 1520-Sevilla, 16 de abril de 1599) fue un aparejador y maestro de obras español. Desde 1576 y hasta la conclusión de las obras tuvo el cargo de «aparejador único» del Monasterio de El Escorial; dirigió, por planos de Juan de Herrera, la construcción de la Casa Lonja de Sevilla y en 1597 fue nombrado maestro de las obras reales de Granada donde, desde 1591, se había hecho cargo de la continuación de los trabajos iniciados por Pedro Machuca en el inacabado palacio de Carlos V.

## Biografía
Nacido hacia 1520, hay constancia de su actividad como aparejador de cantería en la obra del hospital de Afuera de Toledo en dos etapas, entre 1549 y 1573, primero a las órdenes de Hernando González de Lara y desde 1564 siguiendo las trazas de Bartolomé Bustamante, quien se valía, anticipándose a Juan de Herrera, de un sobrio estilo clásico en el que pesaba su formación en Italia. En las obras de la capilla del palacio de Aranjuez, en las que trabajaba ya en 1569, inició su participación en las obras de la corona y entró en contacto con Juan de Herrera, ganándose su confianza. Tras la destitución en 1576 de los aparejadores Pedro de Tolosa y Lucas de Escalante, enfrentados a fray Antonio de Villacastín y al propio Herrera por los destajos y las novedades en el sistema de construcción que pretendía introducir Herrera, Minjares fue nombrado aparejador único de la obra de El Escorial, contra la costumbre de tener un aparejador por gremio. El nombramiento supuso dar mayor peso a los destajeros y facilitó la puesta en práctica de la iniciativa de Herrera de labrar la piedra en la cantera en lugar de trasladar el material en bruto hasta la misma obra, lo que iba a permitir un ahorro de tiempo y que los trabajos de construcción adquiriesen un nuevo y más acelerado ritmo. A Minjares se le deben, entre otras contribuciones a la obra escurialense, las medidas para la torre septentrional (1581) y para los espacios interior y exterior de la biblioteca (1582), además de las tasaciones y medidas de la cúpula y retablo mayor de la iglesia.

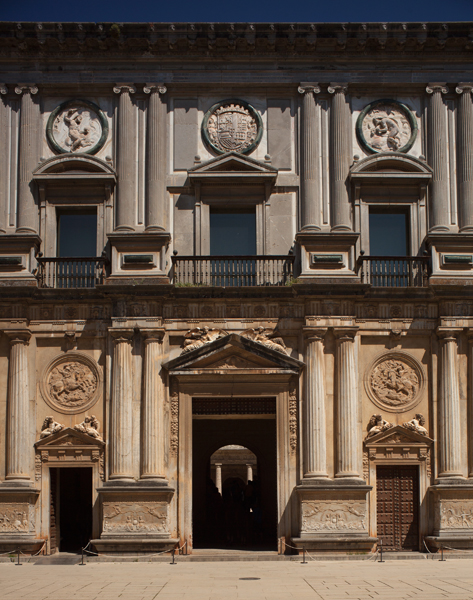
Palacio de Carlos V en Granada, fachada occidental.

Sobre planos de Juan de Herrera, que había presentado un primer proyecto en 1572 y el definitivo en 1582, Minjares se hizo cargo desde el primer momento de la construcción de la Casa Lonja de Sevilla, de planta cuadrangular y dos alturas. El edificio, de depurada arquitectura, se articula en sus fachadas por medio de pilastras apenas resaltadas del muro en tanto en el patio utiliza la combinación de dinteles y arcos de medio punto como se encuentra en otras obras herrerianas. Aprovechando su estancia en Sevilla el cabildo de la catedral le encargó en concurrencia con otros maestros un informe sobre el cubrimiento del antecabildo, por el que percibió cincuenta ducados el 15 de enero de 1584. La solución finalmente adoptada, una bóveda esquifada con casetones y linterna nunca antes empleada en Sevilla, parece corresponder con su propuesta. También se le encomendó la continuación de las obras del inacabado palacio de Carlos V en Granada, con planos de Machuca modificados por Juan de Herrera, en el que se habían reanudado las obras en 1584. Bajo la dirección de Minjares se trabajaba en 1591 en la portada occidental, concluida cuatro años después. A su muerte en 1599 se estaba trabajando en la portada oriental, la galería superior del patio y la capilla, obras que proseguirán durante la siguiente centuria.
Del modo como Minjares entendía las funciones del maestro de obras puede dar idea lo que se escribió de él en un informe fechado el 23 de agosto de 1597 en relación con su trabajo como maestro mayor de las obras reales en Granada, en el que se informaba de que visitaba poco las obras pues, según decía, «él está para ver lo que trabajan los demás ya que otros han visto lo que él ha trabajado cuando era aparejador del Escorial».